# Angu
Angu é um prato típico da culinária brasileira, preparado com fubá, água, um pouco de sal e, normalmente, alho frito no azeite. Nas regiões em que houve influência de imigrantes italianos, o angu passou a ser identificado como a polenta, prato típico italiano. Além da receita utilizando farinha de milho, o angu também pode ser preparado com farinha de mandioca ou com farinha de arroz.

## Etimologia
O nome "angu" vem da palavra àgun do idioma africano em fon, da África Ocidental, onde a palavra se referia a uma papa de inhame sem tempero. A palavra também pode provir do iorubá a'ngu. Vale observar, entretanto, que, a partir de 1498, os portugueses começaram a propagar o milho pela costa africana, começando na bacia do Congo. A palavra "angu" passou a ser usada no Brasil para papas feitas com farinha de mandioca ou de milho, as quais eram acompanhadas por miúdos de carne de vaca ou de porco. Com o tempo, a palavra "angu" passou a ser usada apenas para as papas feitas com fubá, enquanto as papas feitas de farinha de mandioca passaram a ser chamadas de pirão.

## História
Na primeira metade do século XIX, o artista e cronista Jean-Baptiste Debret, em Voyage pittoresque et historique au Brésil, descreve a venda do angu de farinha de mandioca:
| “ | O angu, iguaria de consumo generalizado no Brasil, e cujo nome se dá também à farinha de mandioca misturada com água, compõe-se no seu mais alto grau de requinte, de diversos pedaços de carne, coração, bofe, língua, amígdalas e outras partes da cabeça à exceção do miolo, cortados miúdo e aos quais se ajuntam água, banha de porco, azeite de dendê, cor de ouro e com gosto de manteiga fresca, quiabos, legume mucilaginoso e ligeiramente ácido, folhas de nabo, pimentão verde ou amarelo, salsa, cebola, louro, salva e tomates; o conjunto é cozido até adquirir a consistência necessária. Ao lado da marmita do cozido, a vendedora coloca sempre uma outra para a farinha de mandioca molhada. A mistura, servida convenientemente, lembra a primeira vista, um prato de arroz, recoberto de um molho marrom dourado de onde emergem pequenos pedaços de carne. Eis a iguaria, aliás suculenta e gostosa, que figura, não raro, à mesa das brasileiras tradicionais de classe abastada que com ela se regalam, embora entre chacotas destinadas a salvar as aparências e o amor próprio. | ” |

Esse angu, relatado por Debret, era uma comida de escravos, cujos trabalhos e maus-tratos que sofreram foram registrados nas aquarelas do pintor. Saint-Hilaire também descreve esse angu (1816), em Minas Gerais, como uma "espécie de polenta grosseira" que era o principal alimento dos escravos.
A venda do angu pode se mostrar de importância ao se saber que o Jornal do Comércio do Rio de Janeiro, em 10 de julho de 1835, estampava o seguinte anúncio: "Participa-se aos que vendem angu, que na rua dos Ourives n. 137, se acha a venda azeite de dendê fresco, em barris, a 1$200 cada medida".
Em Minas Gerais e Rio de Janeiro, o angu preparado apenas com o fubá de milho e água, sem a adição de sal, e com consistência mais firme, é conhecido como "angu mineiro". Quando preparado de forma mais cremosa, para ser misturado com miúdos de vaca e porcos na hora de consumo, é conhecido como "angu à baiana". O preparo dos miúdos de vaca e de porco é bem semelhante ao do sarapatel.

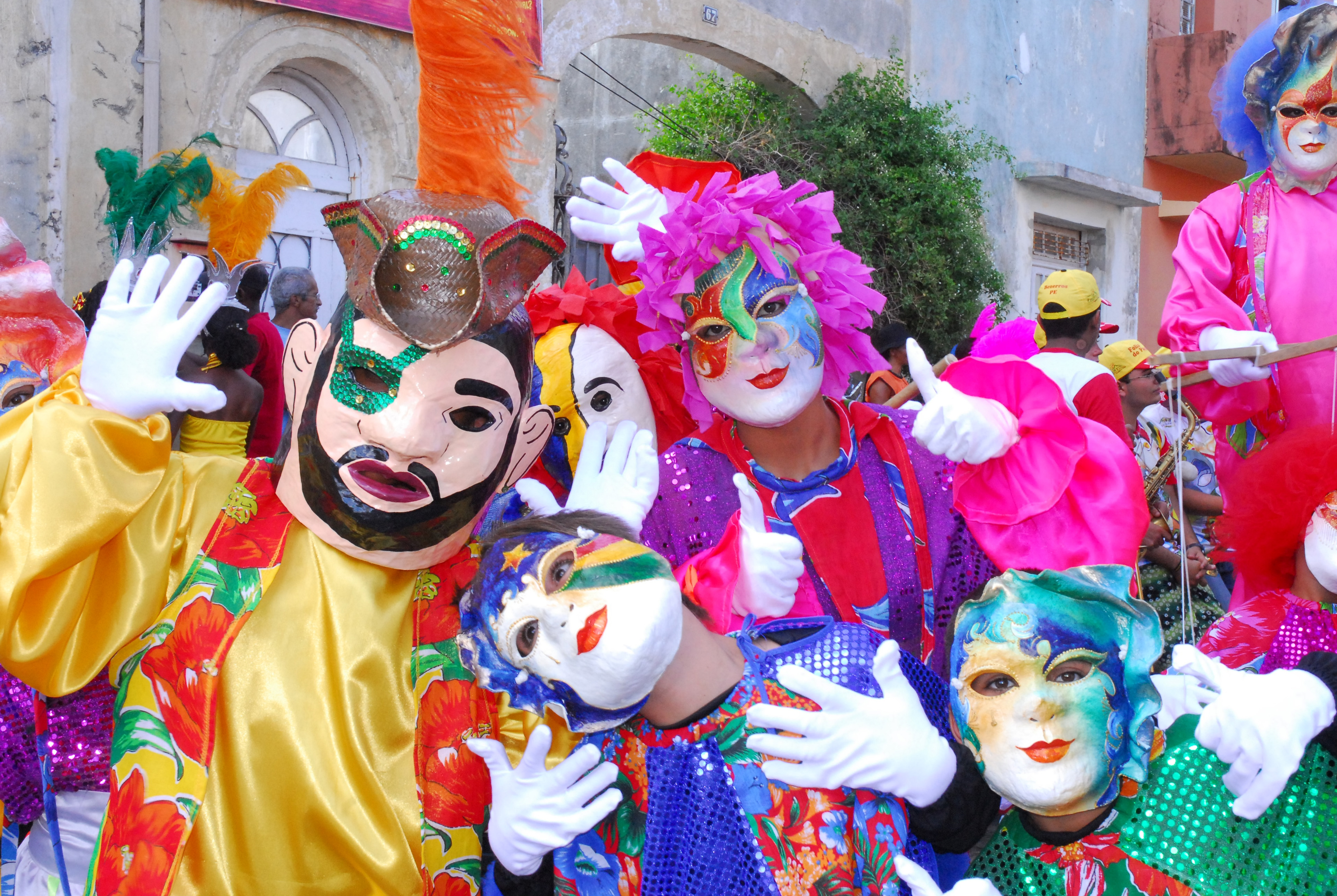
Os "papangus", personagens do Carnaval de Bezerros em Pernambuco.

Em Pernambuco, a iguaria inspirou uma festa de Momo: o Carnaval de Bezerros. No século XIX, surgiu uma brincadeira de familiares dos senhores de engenhos, que saiam mascarados e mal vestidos para visitar amigos nas festas de entrudo, e comiam angu. As crianças passaram então a chamar os mascarados de "papa-angu".
Na cidade do Rio de Janeiro, continuando a tradição das vendedoras de angu do século XIX, ficou famoso, entre as décadas de 1960 e 1980, o Angu do Gomes, uma rede de carrocinhas ambulantes pertencentes ao português conhecido como "velho Gomes" que vendia apenas o "angu à baiana". Com preços populares, a rede fazia sucesso nas noites e madrugadas da cidade. Havia carrocinhas na Praça XV de Novembro junto à Estação das Barcas, no Centro; na praça do Lido, no bairro de Copacabana; e em frente ao estádio do Maracanã nos dias de jogo de futebol. A partir de 1977, a tradição do "angu do Gomes" foi continuada pelo filho do velho Gomes, João Gomes, que inaugurou um restaurante no bairro da Saúde, intitulado Angu do Gomes, com cardápio baseado na receita do famoso angu.
Na Bahia, faz-se outro tipo de angu.
Em São Tomé e Príncipe, na costa da África, faz-se o angu de banana.
Levado para a Europa pelos conquistadores da América, o milho acabou se incorporando a diversas culinárias da Europa, principalmente no norte da Itália, onde a polenta não pode faltar em nenhuma mesa. A imigração italiana trouxe, para o Brasil, a polenta, o fubá cozido na versão mais consistente do que o angu, que pode ser grelhado ou frito em pedaços.